# 粗喙虫实
粗喙虫实（学名：Corispermum dutreuilii）为苋科虫实属的植物。分布于俄罗斯以及中国大陆的西藏、新疆、甘肃等地，生长于海拔2,300米至4,250米的地区，多生于高山地区河谷沙滩或沙质田边，目前尚未由人工引种栽培。